# Sphagnum centrale
Sphagnum centrale ist ein zur Sektion Sphagnum gehörendes Torfmoos und wird in deutschsprachigen Regionen „Zentriertes Torfmoos“ und auch „Zweifarbiges Torfmoos“ genannt.

## Merkmale
Sphagnum centrale ist eine Torfmoosart von mittlerer Größe, die eher lockere Rasen und niedrige Hügel bildet. Die Köpfchen treten bei Freiwuchsformen gehäuft auf. Generell sind die Pflanzen nie tiefgrün, sondern eher bleich gefärbt. Bei Schattenwuchsformen sieht man die bleichgrüne Farbnuance, dagegen erscheint bei Freiwuchsformen meist die bleiche, manchmal aber auch kräftige gelbliche Färbung. Gelegentlich tritt auch eine leicht rosa Farbnuance auf.
Der Stamm ist hellbraun bis braun gefärbt. Seine Epidermis bzw. Hyalodermis ist mit starken, klar sichtbaren wandverstärkenden Spiralfasern versehen und trägt zwei oder auch mehr Poren pro Zelle; dagegen fehlen wandverstärkende Fasern auf den inneren Zellwänden.
Die Stammblätter werden bis zu 1,2–2,2 mm × 0,8–1 mm groß und können faserig sein.
Sphagnum centrale besitzt lang ausgezogene, sich verjüngende Ästchen, die mit abstehend bis zu dachziegelartig angeordneten Astblättchen versehen sind. Sie setzen am Stamm in Astbüscheln mit 2 abstehenden und 1–2 hängenden Ästen an.
Die Aststämmchen tragen oft große, runde Poren an der Oberfläche.
Die eiförmigen Astblätter sind faserig ausgestattet und erreichen Ausmaße bis zu 1,7 × 1,5 mm. Die hyalinen Zellen liegen an der konvexen Oberseite und tragen elliptische bis zu selten runden Poren. Die Chlorophyllzellen sind oval bis zu schwach elliptisch ausgebildet. Sie zeigen sich mit Hilfe des Astquerschnitts im Zellgefüge in zentrierter Position.
Eine Verwechslungsgefahr zu anderen Torfmoosen besteht mit Sphagnum palustre – zusätzlich durch die ähnliche Gestaltung des Rasens. Eine eindeutige Unterscheidung kann nur durch den Blattquerschnitt und die dort ersichtliche zentrierte Stellung der Chlorocyten vorgenommen werden. Eine weitere sehr ähnliche Art ist Sphagnum alaskensis. Deren Verbreitungsgebiet liegt ebenfalls in nördlichen Gebieten Nordamerikas.

## Geschlechtliche Ausrichtung
Sphagnum centrale ist zweihäusig. Die Kapseln tragen unauffällige Pseudostomata und reifen im Spätsommer. Die Sporen weisen eine Größe von 23 bis 30 µm auf; die Oberfläche ist leicht rau bis glatt und die Laesura nahe der Oberfläche gelegen.

## Systematik
Das „Zentrierte Torfmoos“ Sphagnum centrale ist eine Torfmoosart aus der Familie der Sphagnaceae, der monogenerischen Gattung der Torfmoose Sphagnum und deren Sektion Sphagnum.

## Verbreitung und Standort
Sphagnum centrale ist eine boreale Torfmoosart, die zerstreut in Waldsümpfen höherer Lagen oder in Zwischenmooren vorkommt. Ihr Verbreitungsgebiet liegt in Eurasien, Australien, Neuseeland und dem nördlichen Amerika inklusive Grönland. Sie wird auch mit Girgensohns Torfmoos (Sphagnum girgensohnii) wachsend angetroffen.

## Gefährdung und Schutzmaßnahmen
Sphagnum centrale ist durch die Zerstörung der Lebensräume gefährdet. Es wird zwar von der Weltnaturschutzunion IUCN global gesehen nicht in ihrer Roten Liste gefährdeter Arten geführt, dies erfolgt aber in einigen europäischen Staaten. In der Bundesrepublik Deutschland nimmt das Land Thüringen für diese Torfmoosart eine Gefährdung an, wenn auch der Gefährdungsstatus nicht bekannt ist. Die Schweiz führt Sphagnum centrale in ihrer nationalen Roten Liste gefährdeter Arten mit nicht gefährdet („LC“).
Als Gegenmaßnahme auf europäischer Ebene werden für die Art wie für alle Torfmoose in der Fauna-Flora-Habitat-Richtlinie (kurz FFH-Richtlinie) die Gewährung von Schutzmaßnahmen eingeräumt, die Entnahme oder Nutzung regeln können (Anhang V) und die Einrichtung von Schutzgebieten vorschreiben (Anhang I). Nach dem deutschen Bundesrecht wird die Art – wieder wie alle Torfmoose – in der Anlage 1 der Bundesartenschutzverordnung – kurz BArtSchV – geführt und damit unter besonderen Schutz gestellt.